# Jakub Alois Jindra
Jakub Alois Jindra (24. července 1853 Bzí – 16. června 1908, Dolní Krč, nyní Praha-Krč) byl český pedagog a funkcionář dobrovolného hasičstva.

## Život
Narodil se v rodině panského šafáře Jakuba Jindry a jeho manželky Marie, rozené Vaškovské.
Studoval na gymnáziu v Českých Budějovicích. Po studiích učil na měšťanské škole v Počátkách.
Dne 31. července 1882 se v Počátkách oženil s Alžbětou Lupáčovou (1862-??). Během pobytu v Počátkách se manželům narodily dvě děti.
Roku 1895 odešel do Kamenice nad Lipou, kde se stal ředitelem měšťanských škol.

## Činnost v hasičstvu
V roce 1875, kdy přišel do Počátek, vstoupil do místního hasičského sboru a v roce 1882 byl zvolen zástupcem sboru v Jindřichohradecké župě.
Po přechodu do Kamenice nad Lipou v roce 1895 byl od roku 1898 správcem hasičské školy, zemským dozorcem a redaktorem Hasičského sborníku. Od roku 1891 byl členem výboru Zemské úřední hasičské jednoty. Také byl mj. autorem četných hasičských příruček.
Byl dlouholetým ústředním pokladníkem hasičské jednoty.

## Dílo
Jakub Alois Jindra byl spoluautorem a upravovatele řady odborných hasičských publikací, např.:
- Velení hasičská. II., Cvičení s náčiním (vydala Zemská ústřední hasičská jednota království Českého, 1898, upravili J.A. Jindra a M. Mayer)
- Cvičení stříkáčníkův a lezecká se žebříky (vydala Ústřední hasičská jednota království Českého, 1901, upravili J.A. Jindra a M. Mayer)